# Seznam naučných stezek v Ostravě
Seznam naučných stezek v Ostravě zahrnuje naučné stezky, které jsou celé či alespoň svou částí na ploše statutárního města Ostrava v Moravskoslezském kraji.
| Název stezky                                                          | Místo                                                             | Založeno | Délka (km)   | Počet zastavení | Fotka | Poznámka                                                   |
| --------------------------------------------------------------------- | ----------------------------------------------------------------- | -------- | ------------ | --------------- | ----- | ---------------------------------------------------------- |
| Hornická naučná stezka Landek (jižní větev)                           | Petřkovice, Koblov                                                |          |              |                 |       | Nahradila ji Naučná stezka Národní přírodní památka Landek |
| Hornická naučná stezka Landek (severní větev)                         | Petřkovice, Koblov                                                |          |              |                 |       | Nahradila ji Naučná stezka Národní přírodní památka Landek |
| Naučná stezka Cesta vody                                              | Stará Bělá, Ostrava-Jih                                           | 2023     | 0,5          | 12              |       |                                                            |
| Naučná stezka Gymnázia Hladnov                                        |                                                                   | 2014     |              |                 |       |                                                            |
| Naučná stezka Halda Petr Cingr                                        | Slezská Ostrava, Michálkovice                                     | 2020     | 1            |                 |       |                                                            |
| Naučná stezka Heřmanický rybník                                       | Slezská Ostrava a Vrbice (okres Karviná)                          | 2012     | 3            | 5               |       |                                                            |
| Naučná stezka hrabovského rodáka, básníka a spisovatele Viléma Závady | Hrabová                                                           | 2017     | 11           | 15              |       |                                                            |
| Naučná stezka Národní přírodní památka Landek                         | Petřkovice, Koblov                                                | 2011     | 5,5          | 14+1            |       |                                                            |
| Naučná stezka Přírodní památka Turkov                                 | Třebovice, Martinov, Poruba                                       | 2009     | 0,5          | 4               |       |                                                            |
| Naučná stezka Přírodní rezervace Štěpán                               | Děhylov, Martinov                                                 | 2009     | 2            | 10              |       |                                                            |
| Naučná stezka Rezavka                                                 | Svinov                                                            | 2009     | 6            | 10              |       |                                                            |
| Naučná stezka Slezská Ostrava                                         | Slezská Ostrava                                                   | 2012     | 6,5          | 12              |       |                                                            |
| Naučné stezky v Zoo Ostrava                                           | Slezská Ostrava                                                   | 2007     | do 1 (každá) |                 |       | 4 naučné stezky                                            |
| Ostravské procházky                                                   | Hošťálkovice, Hrabová, Lhotka,Nová Bělá, Plesná, Poruba, Putkovec | 2013     | 3 až 11,8    |                 |       | 6 naučných stezek                                          |
| Permoníkova naučná stezka                                             | Michálkovice, Slezská Ostrava                                     | 2018     | 4,2          | 8               |       |                                                            |
| Přírodovědná naučná stezka Landek                                     | Ostrava (Petřkovice)                                              | 1976     | asi 4        | asi 9           |       |                                                            |
| Sluneční stezka Porubou                                               | Poruba, Putkovec                                                  | 2018     |              | 6               |       |                                                            |
| Střípky Šalamouna                                                     | Moravská Ostrava                                                  | 2019     |              | 9               |       |                                                            |